# قطاع الصناعات الغذائية في تونس
يُعد قطاع الصناعات الغذائية في تونس من القطاعات الاستراتيجية نظرًا لدوره المهم في دعم الاقتصاد الوطني وضمان الأمن الغذائي.
وحسب المجلة الإلكترونية "AGROTech"، شهد هذا القطاع في السنوات الأخيرة تطورًا هامًا بفضل تحديث آلة الإنتاج والتوزيع، بالإضافة إلى تحسين جودة المنتوج وتنويع المنتجات.

## إحصائيات القطاع
حسب المعهد الوطني للإحصاء:
- يساهم قطاع الصناعات الغذائية بأكثر من 3% من الناتج المحلي الإجمالي و7% من إجمالي صادرات البلاد، كما يمثل 2.7% من إجمالي اليد العاملة، أي ما يعادل حوالي 96 ألف عامل خلال الثلاثي الثاني من سنة 2018.

- تتوجه صادرات القطاع إلى أكثر من 100 وجهة عالمية، مع تركيز خاص على دول الاتحاد الأوروبي مثل إيطاليا، فرنسا، إسبانيا، إضافة إلى ليبيا.

- أبرز المنتجات المصدّرة تشمل زيت الزيتون، التمور، ومنتجات البحر.[2]

حسب وكالة النهوض بالصناعة والتجديد:
- يضم النسيج الصناعي لقطاع الصناعات الغذائية نحو 1100 مؤسسة، تشغل 10 عمال فأكثر، منها حوالي 213 مؤسسة تعتمد بالكامل على التصدير، [3]وتتنوع كما يلي:

| النشاط                         | المؤسسات المصدرة كليا | المؤسسات الأخرى | المجموع |
| ------------------------------ | --------------------- | --------------- | ------- |
| صناعة الزيوت والدهون           | 29                    | 292             | 321     |
| تحويل الخضر والغلال            | 27                    | 52              | 79      |
| تخزين وتكييف المنتجات الغذائية | 89                    | 96              | 185     |
| تحويل وتصبير الأسماك           | 33                    | 39              | 72      |
| تحويل الحبوب ومشتقاتها         | 9                     | 231             | 240     |
| صناعة المشروبات                | 4                     | 58              | 62      |
| صناعة الحليب ومشتقاته          | 2                     | 46              | 48      |
| صناعة السكر ومشتقاته           | 4                     | 30              | 34      |
| صناعات اللحوم                  | 0                     | 23              | 23      |
| صناعات غذائية أخرى             | 29                    | 66              | 95      |

ملاحظة: تعمل بعض المؤسسات في عدة أنشطة في وقت واحد.

## التنظيم والحوكمة
أهمّ هياكل الدعم والمساندة في القطاع:
- المركز الفني للصناعات الغذائية.[4]
- المركز الفني للتعبئة والتغليف.
- الأقطاب التكنولوجية وخاصة القطب التكنولوجي ببنزرت المختصّ في الصناعات الغذائية.[5]
- المجمعات المهنية.

## روابط خارجية
http://www.tunisieindustrie.nat.tn/fr/download/CEPI/mono_IAA.pdf